# Soforoză
Soforoza este o dizaharidă formată din două unități de D-glucoză legate β-1,2.  A fost izolată prima dată în 1938 din Sophora japonica. Este un component al soforolipidelor. Este un produs de caramelizare a glucozei.